# José Ignacio
José Ignacio – miasto urugwajskie położone w departamencie Maldonado. Znajduje się tu latarnia morska oddana do użytku w 1877.